# Geostationary Operational Environmental Satellite
GOES (Geostationary Operational Environmental Satellite) ist eine Serie geostationärer Wettersatelliten der US-amerikanischen Wetterbehörde NOAA. Diese bilden die Basis für die Wettervorhersage der USA, sie ermöglichen eine Überwachung des Wetters rund um die Uhr. Zudem werden sie zur Hurrikan-Vorhersage und zur meteorologischen Forschung verwendet.
Die Satelliten umrunden die Erde auf einer geostationären Umlaufbahn, das heißt, sie stehen fix über einem bestimmten Punkt auf der Oberfläche. Sie werden alle von der Cape Canaveral Air Force Station aus gestartet. GOES versorgt vor allem Nordamerika sowie Teile des Pazifiks und Atlantiks mit Wetterinformationen.

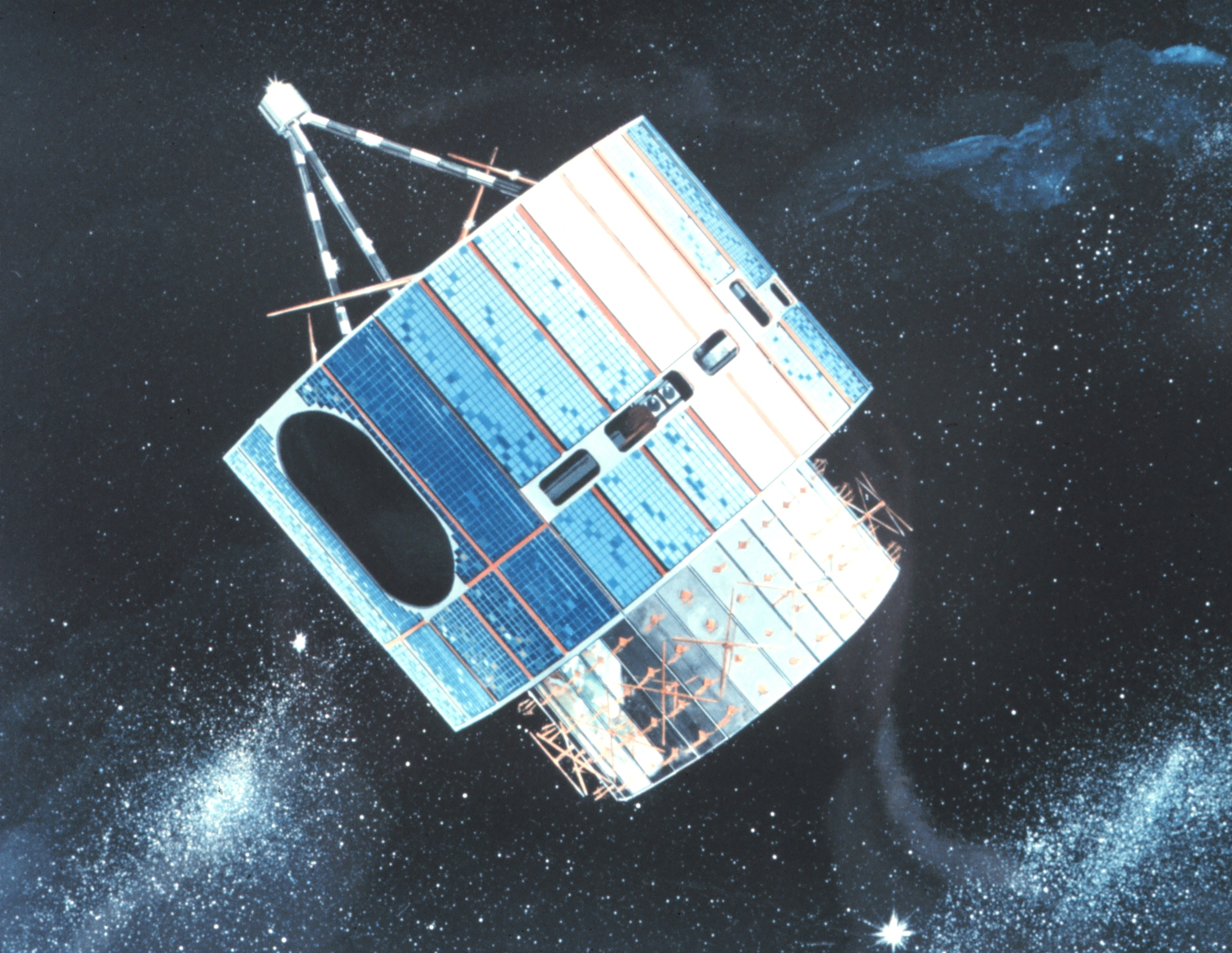
GOES-Satellit der ersten Generation

Der erste GOES-Satellit, GOES-A, wurde 1975 gestartet. Nach einem erfolgreichen Start werden den Satelliten jeweils Nummern zugewiesen, aus GOES-A wurde also GOES-1. Bis heute (2017) kamen insgesamt sechzehn Satelliten in den Orbit, ein weiterer (GOES-G, der als Ersatz für GOES-5 vorgesehen war) wurde am 3. Mai 1986 bei einem Fehlstart zerstört.

## Ehemalige GOES-Generationen

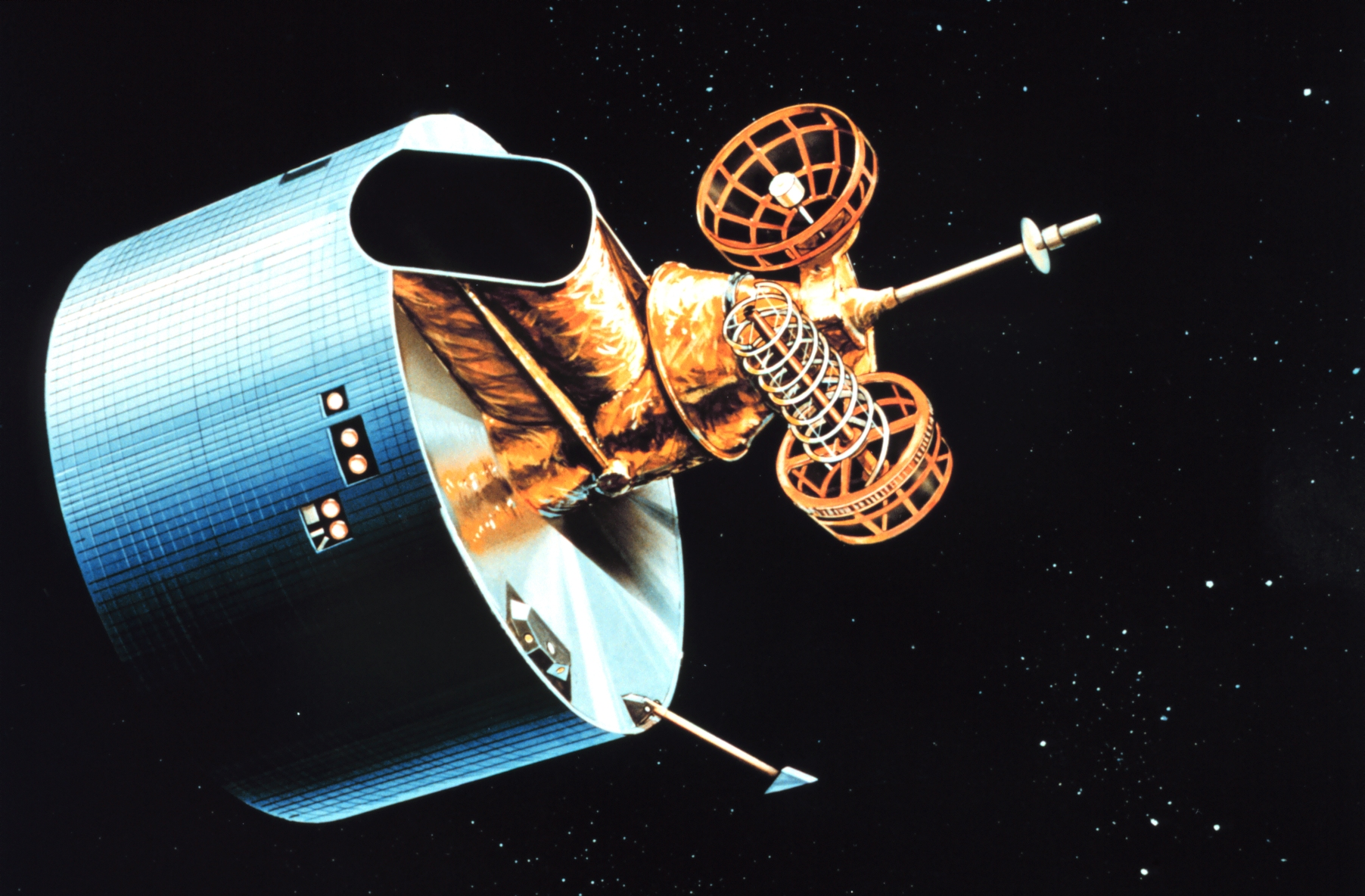
GOES-Satellit der zweiten Generation

### GOES-A bis GOES-C
Die erste Serie der GOES-Wettersatelliten begann 1975 mit dem Start von GOES-A, der dann zu GOES-1 umbenannt wurde. GOES-2 und 3 folgten in den Jahren 1977 und 1978. GOES-3 wird heute noch als Funk-Relaisstation zwischen Amerika und den Forschungsstationen am Südpol verwendet, die beiden anderen sind stillgelegt. Diese erste Generation wurde von Ford Aerospace hergestellt.

### GOES-D bis GOES-H
Die Satelliten der zweiten Serie wurden zwischen 1980 und 1987 gestartet. Sie wurden später zu GOES-4 bis 7 umbenannt. GOES-G ging bei einem Fehlstart verloren. Die Satelliten wurden von Hughes Aircraft gebaut. Heute sind sie außer Dienst gestellt, mit Ausnahme von GOES-7, der als Fernmeldesatellit für die Inseln im Pazifik eingesetzt wird.

### GOES-I bis GOES-P

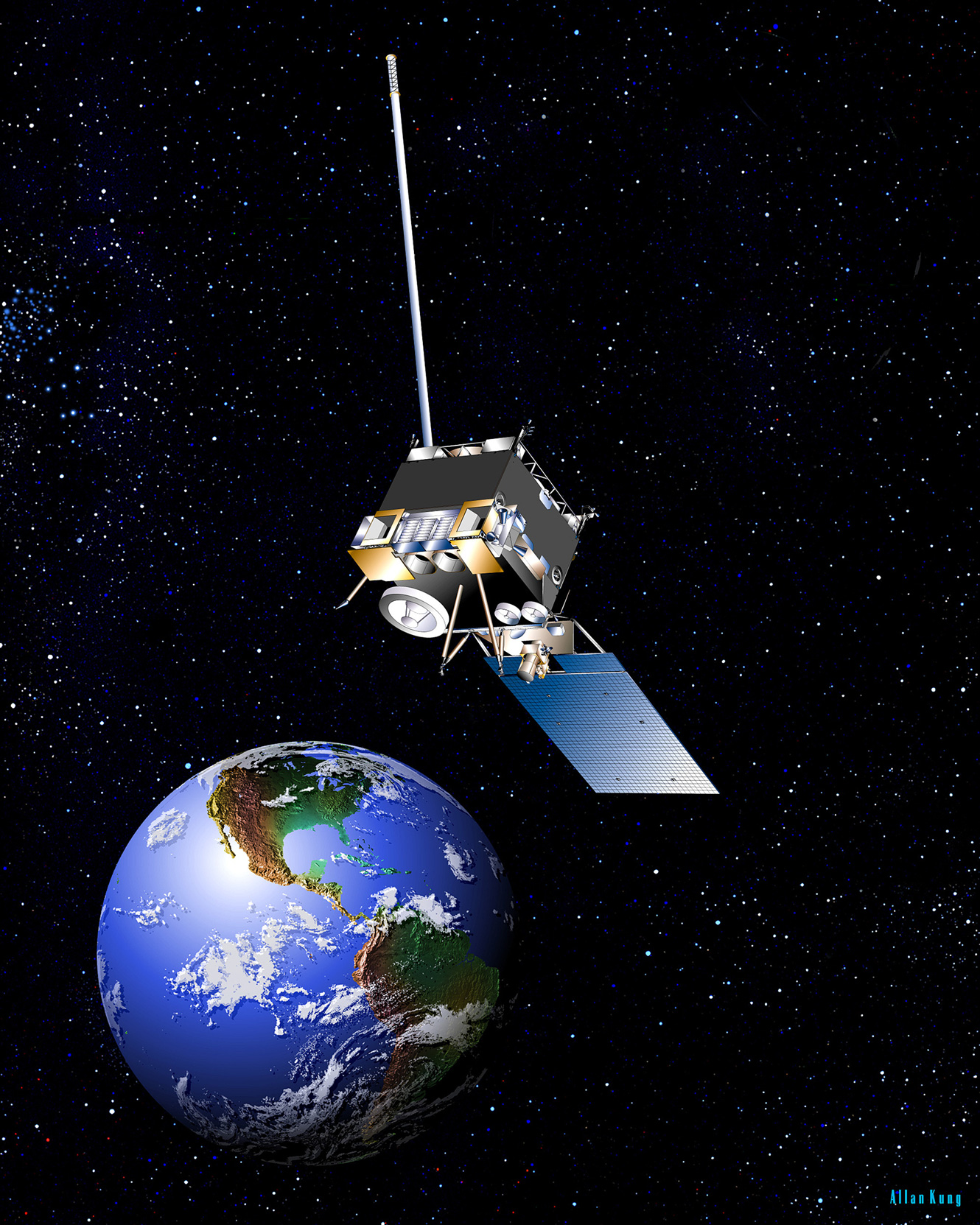
GOES-Satellit der dritten Generation

Die Satelliten GOES-8 bis 12 wurden von Space Systems/Loral hergestellt. GOES-8 wurde 1994 gestartet und ist bereits wieder außer Dienst gestellt. GOES-9 wurde, nach seiner Ausmusterung durch die NOAA, von 2005 bis 2009 an Japan vermietet. Er diente als Ersatz für einen ausgedienten japanischen Satelliten, den Japan wegen eines Fehlstarts nicht rechtzeitig selbst ersetzen konnte.
GOES-11, oder GOES-West, war über dem östlichen Pazifik (135° West) stationiert und versorgte bis 2011 Kalifornien mit Wetterdaten, während GOES-12, oder GOES-East, (75° West) bis 2013 für die zentralen und östlichen Teile der USA verantwortlich war.
Mit dem Start von GOES-N (GOES-13) am 24. Mai 2006 an Bord einer Delta IV Medium+ wurde das erste von Boeing entwickelte Modell gestartet.
Er ist 4,2 Meter lang, hat einen Durchmesser von 1,9 Metern und ein Startgewicht von 3,1 Tonnen. Die beiden Hauptinstrumente des Satelliten waren eine Kamera und ein Radiometer, die hochauflösende Bilder sowohl im sichtbaren als auch im infraroten Bereich des Spektrums lieferten. Zudem konnten Temperatur- und Feuchtigkeitsverteilungen in der Atmosphäre gemessen werden. Der Satellit wurde nach einer Testphase 2010 an die NOAA übergeben und in Dienst gestellt. Er wurde am 8. Januar 2018 abgeschaltet.
Der baugleiche GOES-O (GOES-14) wurde am 27. Juni 2009 ebenfalls von einer Delta IV in den Orbit transportiert, GOES-P (GOES-15) folgte am 4. März 2010.

## Aktuelle Generation
Im Mai 2016 waren GOES-14, 15 und 16 die aktiven Wettersatelliten der NOAA. GOES-16 (vormals GOES-R genannt) war am 19. November 2016 gestartet worden; GOES-S folgte am 1. März 2018. Beide Satelliten wurden mit einer Atlas V gestartet. Auf den Satelliten ab GOES-R bzw. -16 fliegt das Instrument Space Environment In-Situ Suite (SEISS) der NASA mit und misst energetische Partikel im Weltraum. GOES-T wurde am 1. März 2022 gestartet und GOES-U als letzter Satellit der Konstellation am 25. Juni 2024 (jeweils UTC).